# تربة كارا مصطفى داي

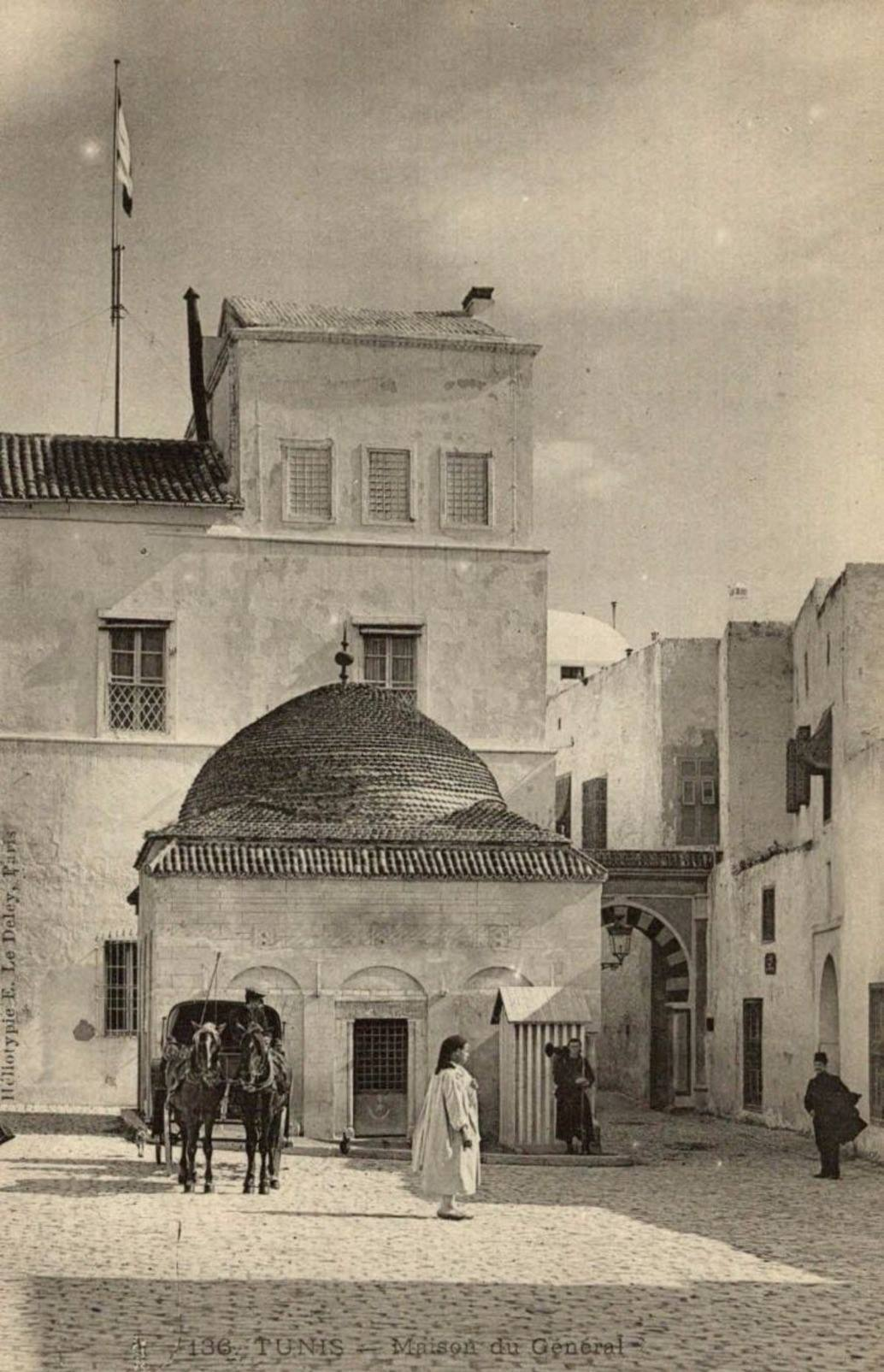
منظر للضريح قبل تدميره

تربة كارا مصطفى داي هو ضريح تونسي سابق، لم يعد موجودًا اليوم، وكان يقع في حي باب المنارة التونسي .

## تاريخ
تم بناء هذا الضريح خلال الأعوام 1708 - 1710. تم هدمه خلال الستينيات أثناء تطوير مكان القصر. يحتوي المبنى على الكثير من التشابه مع تربة حسين باي الأول الأولى والذي يعود إلى الفترة نفسها.

## انظر كذلك
- دار حسين
- داي تونس